# Setge de la Meca (683)
El setge de la Meca del 683 formà part de la Segona guerra civil islàmica.

## Antecedents
Durant el govern de Muàwiya I, Al-Hussayn ibn Alí va refusar de prestar jurament al presumpte hereu Yazid I, i a la mort del califa el 680 va ratificar la no acceptació de Yazid, igual que va fer al-Hussayn ibn Alí. Per escapar de les persecucions omeies van fugir a la Meca.
Després de la mort d'Al-Hussayn a la batalla de Karbala, Abd-Al·lah ibn az-Zubayr va començar a reclutar partidaris i una tropa fou enviada des de Medina per posar fi a l'activitat; les forces estaven sota el comandament del seu germà Amr ibn az-Zubayr, però foren rebutjades i Amr fou fet presoner i, amb consentiment del seu germà, fou flagel·lat i va morir poc després (681) i el seu cos exposat públicament. Llavors Abd-Al·lah va proclamar la deposició de Yazid, i el van secundar els Ansar de Medina que van agafar com a cap a Abd-Al·lah ibn Hàndhala i els quraixites de la ciutat que van agafar com a cap a Abd-Al·lah ibn Mutí. Yazid va enviar contra els rebels a Múslim ibn Uqba al-Murrí que va derrotar els medinesos a la batalla d'al-Harra el 27 d'agost del 683.

## El setge
La mort de Múslim ibn Uqba no va impedir d'assetjar a Abd-Al·lah ibn az-Zubayr que era a la Meca. El 24 de setembre del 683, el nou comandant, al-Hussayn ibn Numayr va iniciar el setge però als 64 dies els assetjants es van assabentar de la mort de Yazid I i van aixecar el setge. Ibn Numayr va intentar convèncer el cap rebel d'acompanyar-lo a Damasc, però no se'n va sortir.